# SC Dynamo Berlino
Lo Sport Club Dynamo era una squadra di pallamano maschile tedesca con sede a Berlino.

Fondata nel 1954 ha cessato l'attività nel 1991.

## Palmarès

### Titoli nazionali
- Campionato tedesco orientale: 5
  - 1949-50, 1966-67, 1968-69, 1970-71, 1989-90.